# Non European Unity Movement
Die Non European Unity Movement (NEUM, gelegentlich auch Non-European Unity Movement, ab 1964 Unity Movement of South Africa, UMSA; deutsch etwa „Einheitsbewegung der Nicht-Europäer“ bzw. „Einheitsbewegung Südafrikas“) war eine 1943 von Trotzkisten gegründete Organisation gegen die Apartheid in Südafrika. 

## Geschichte

### Gründung
1939 wurden die Aktivitäten der kleinen trotzkistischen Workers Party of South Africa zunehmend unterdrückt, so dass sie in den Untergrund ging. Unter Führung Isaac Bangani Tabatas wurde 1943 die Organisation Non European Unity Movement gegründet, um weiterhin politisch tätig sein zu können. Auch hatte sich etwa gleichzeitig die ANC Youth League gegründet, die viele Aktivisten anzog. Die Gründungsversammlung der NEUM fand zusammen mit einer Versammlung der 1935 gegründeten All African Convention (AAC) statt, einem breiten Oppositionsbündnis gegen die „weiße“ südafrikanische Regierung. Neben der AAC und der Anti-CAD, einer Gruppierung von Coloureds gegen das Coloured Affairs Department der Regierung, sollte der South African Indian Congress (SAIC) eingebunden werden – der damalige SAIC-Führer Yusuf Dadoo tendierte jedoch zur Communist Party of South Africa (CPSA). Auch die einflussreichen Gewerkschaften lehnten eine Beteiligung an der NEUM ab. Einige Lehrerverbände wie die Cape African Teachers’ Association sowie Gruppierungen aus Kimberley und der Transkei wurden Mitglied der NEUM. Einzige Gruppierung in der Provinz Transvaal war die kleine trotzkistische Workers’ International League (WIL) in Johannesburg.
Die NEUM gab sich ein Zehn-Punkte-Programm auf Basis des Sozialismus. Den Stalinismus lehnte sie ab. Anders als die WPSA stand die NEUM dem Panafrikanismus nicht grundsätzlich ablehnend gegenüber, spielte jedoch anders als beim zeitgleich agierenden African National Congress (ANC) nur eine geringe Rolle. Eine zentrale Frage war die Verteilung des Landes nach einer Entmachtung der „Weißen“. Die Strategie im Kampf gegen die Rassentrennung bestand darin, die Zusammenarbeit mit den Regierungsbehörden abzulehnen und zu Boykotten aufzurufen. Anfangs verfocht sie einen Zwei-Stufen-Plan, der eine demokratische Revolution vorsah, die die Nicht-Weißen auf eine Stufe mit den Weißen stellen sollte und im zweiten Schritt die sozialistische Revolution zum Ziel hatte. Die NEUM war – anders als der damalige ANC – offen für Mitglieder aller Hautfarben.
Führende NEUM-Politiker waren neben Tabata Goolam Gool und Benjamin Magson „Ben“ Kies.
1946 zerfiel die WIL. 1947 bildete sich an der Witwatersrand-Universität die Gruppe Progressive Forum (PF); ein Ableger gründete in Durban die erste Organisation der NEUM in Natal. 1950 bannte die südafrikanische Regierung die Aktivitäten aller kommunistischen Gruppierungen, die NEUM wurde jedoch nicht gebannt. Sie protestierte auch nicht gegen den Bann für die CPSA. 1952 entstand die NEUM-Gruppierung Society of Young Africans (SOYA), die junge Leute ansprechen sollte.

### Spaltung und Exil
1958 spaltete sich die NEUM über der Landfrage. Tabata bevorzugte einen möglichen Verkauf des Landes an Schwarze, Kies plädierte gegen den privaten Landbesitz und verließ neben einigen Unterorganisationen wie der SOYA die NEUM, die in der Folge fast inaktiv wurde.
1961 gründete Tabata als SOYA-Ersatz die African People’s Democratic Union of South Africa (APDUSA). Nach der niedergeschlagenen Revolte im Pondoland 1959–1960 und dem Sharpeville-Massaker 1960 nahm die Führung der NEUM an, dass die Stimmung für eine Revolution günstig war. Ziel war, die APDUSA zur Massenorganisation werden zu lassen. Im April 1962 wurde sie in Kapstadt offiziell gegründet. Tabata war Präsident von NEUM und APDUSA, während der AAC-Präsident Nathaniel Honono APDUSA-Vizepräsident wurde. Die APDUSA ignorierte Rassenschranken und setzte sich sowohl für Landarbeiter als auch für städtische Benachteiligte ein. Sie sah sich als nationale Befreiungsbewegung. Während es im Ostkap wegen des seit 1960 bestehenden Ausnahmezustands organisatorische Probleme gab, wurden mehrere APDUSA-Gruppierungen in Natal gegründet. Auch in Johannesburg gewann die APDUSA zahlreiche Mitglieder unter den Arbeitern.
Im Januar entschied sich die APDUSA – und damit die NEUM – für den bewaffneten Kampf gegen die Regierung. Neben der Ausbildung von Guerillakämpfern sollte weiterhin die Mobilisierung der Massen im Vordergrund stehen. In Ost-Pondoland und Sekhukhuneland wuchs APDUSA besonders schnell, so dass die Anhängerschaft dort mehrere Hundert Menschen umfasste. Auch dank der Vermittlung des früheren PF-Mitglieds Joel Carlson konnten weitere Anhänger in Transvaal gewonnen werden. Der Staat bannte ANC und PAC, aber nicht die NEUM und APDUSA als Ganzes. Stattdessen wurden mehrere Führer mit Bannen und Haftstrafen belegt, so dass einige Anführer ins Exil gingen. Auch Tabata ging 1963 ins Exil in mehreren afrikanischen Staaten wie Sambia und Tansania. In dieser Zeit strebte die Führung bei der Organisation für Afrikanische Einheit (OAU) eine Anerkennung als Befreiungsbewegung an. ANC und PAC sprachen sich jedoch gegen die Konkurrenz aus. Im Frühjahr 1964 wurde der Antrag abgelehnt.
Die APDUSA richtete Büros in Maseru in Basutoland und Lobatse in Betschuanaland ein. In Lobatse hatte sie unter den dortigen Bafurutse viele Anhänger. Über die nahe Grenze konnte Südafrika illegal erreicht werden. 
1964 wurde die NEUM in Unity Movement of South Africa (UMSA) umbenannt, da der vorige Name wegen seines Bezugs zur Hautfarbe nicht mehr zeitgemäß erschien. 1964 und 1965 wurden zahlreiche Anhänger in Pondoland verhaftet. Tabata erreichte schließlich, dass der ghanaische Präsident Kwame Nkrumah einwilligte, UMSA-Kämpfer ausbilden zu lassen. Er wurde jedoch kurz darauf gestürzt. Der belgische Marxist Ernest Mandel setzte sich erfolgreich dafür ein, dass Kuba militärisches Training anbot. So wurden fünf UMSA-Kämpfer in Guinea von Kubanern trainiert. 1969 schließlich sagte auch die ALC zu, Kämpfer ausbilden zu lassen. Ein Versuch, 200 Kämpfer in Südafrika anzuwerben, schlugen jedoch fast fehl – nur neun Bewohner aus Ost-Pondoland erreichten das Ausland. Rund 200 APDUSA-Mitglieder wurden unter dem Terrorism Act verhaftet. Zahlreiche Mitglieder wurden zu acht bis 21 Jahren Haft auf Robben Island verurteilt. Damit waren UMSA und APDUSA in Südafrika weitgehend zerschlagen. 1981 verlegte die UMSA ihr Hauptquartier nach Harare in Simbabwe. 1990 starb Tabata, der bis zu seinem Tod Präsident geblieben war, in Harare.

### Nach dem Ende der Apartheid
1994, mit der Abschaffung der Apartheid in Südafrika, löste sich die UMSA auf. Die APDUSA besteht weiterhin. Mit dem Dokument The Transitional Programme legte sie dar, dass sie weiterhin eine sozialistische Revolution anstrebt.

## Sonstiges
Die NEUM gab neben zahlreichen anderen Publikationen die Zeitung The Torch („Die Fackel“) heraus. 
Der 1994 nach ersten freien Wahlen in Südafrika ernannte Justizminister und spätere Verkehrsminister Abdullah Omar war zuvor lange Mitglied der NEUM, verteidigte aber als Anwalt auch Angeklagte von ANC und PAC.